# Замахаев, Виктор Сергеевич
Ви́ктор Серге́евич Замаха́ев  (род.10 января 1943, Валуйки, Белгородская область) — российский физик-теоретик, к. т. н., сформулировавший и развивающий новую систему взглядов на физические процессы, протекающие в нефтегазовом пласте.

## Биография
В 1961 году поступил в Московский инженерно физический институт, который успешно окончил в 1967 году и получил специальность инженера-физика по направлению «Физика быстропротекающих процессов». По окончании института работал в качестве инженера, а затем старшего инженера во ВНИИГеофизики (всесоюзный научно-исследовательский институт геофизических методов в разведке). В 1971 году поступил в очную аспирантуру МИНГиГП им. И. М. Губкина на кафедру Разработка и эксплуатация нефтяных и газовых месторождений. В 1974 году окончил аспирантуру и четырьмя годами позднее защитил кандидатскую диссертацию по теме «Рациональная методика вскрытия нефтегазовых пластов стреляющими перфораторами». По окончании аспирантуры работал во ВНИИГеофизики и во ВНИПИвзрывгеофизика в качестве заведующего группы, заведующего лабораторией, заведующего отделом и заместителя генерального директора. 1997 году поступил в докторантуру ГАНГ им И. М. Губкина (Государственная академия нефти и газа). В 2000 году представил докторскую диссертацию. С 2003 года был Заместителем генерального директора по нефтегазовым технологиям ЗАО «НТС-Лидер». В настоящее время сменил место работы. С 1997 г. по настоящее время является преподавателем (доцентом) кафедры ГИС (геофизические информационные системы) РГУНГ им И. М. Губкина, где читает курс «Взрывные работы в скважинах». В 2010 году избран членом-корреспондентом Российской академии естественных наук.
В 2010 году принимал участие в заседании торгово-промышленной палаты по вопросам инноваций в нефтяную промышленность (Информационный ресурс — РБК-ТВ). Материалы, подготовленные Замахаевым по нефтеотдаче и физике пласта, были представлены в Вене на 73-й конференции EAGE

## Реагентно-активационное воздействие
На основе анализа результатов, полученных при стендовых исследованиях на кернах во ВНИПИвзрывгеофизике и при опытно-промышленных испытаниях на промысле, была создана научная база для технологии реагентно-активационного воздействия, которая развивается и по сей день. Обобщённые результаты исследований на кернах открыто опубликованы Замахаевым В. С. в одной из монографий, написанных при его участии, а также в учебнике.

## Интеллектуальная собственность
Является соавтором следующих действующих патентов:
- Патент № 013154 «Способ и установка для обработки призабойных зон нефтегазовых пластов»
- Патент № 2318984 «Установка для обработки призабойных зон нефтегазоносных пластов» Архивная копия от 4 марта 2016 на Wayback Machine
- Патент № 2383714 «Механический пакер» Архивная копия от 5 марта 2016 на Wayback Machine
- Патент № 2 519 093 «Способ обработки нефтяного пласта» Архивная копия от 16 апреля 2015 на Wayback Machine

Также являлся соавтором следующих патентов СССР:
- Патент № 1778298 «Композиционный состав для изготовления искусственного керна горных пород и способ изготовления искусственного керна» Архивная копия от 16 апреля 2015 на Wayback Machine
- Патент № 1456844 «Кернодержатель для изучения процессов фильтрации в горных породах» Архивная копия от 16 апреля 2015 на Wayback Machine
- Патент № 693326 «Способ выявления участков повышенной нефтегазоотдачи продуктивного пласта» Архивная копия от 16 апреля 2015 на Wayback Machine

## Научные работы
Замахаев В. С. — автор ряда работ в области вскрытия нефтегазовых пластов, оборудования для перфорирования продуктивных интервалов, освоения и заканчивания нефтяных и газовых скважин, а также изменений физических свойств горных пород при механических воздействиях различных типов:
- В. С. Замахаев, В. К. Федорцов, В. Н. Кончаков, «Оптимизация условий интенсификации притоков нефти из гранулярных коллекторов»//Сб. Пути повышения эффективности использования скважин на месторождениях Западной Сибири. — Вып.66. — Тюмень, 1985.
- В. С. Замахаев, А. А. Матвиенко, «Влияние импульсного ударного и взрывного воздействия на дилатансионные свойства песчаников и алевролитов»// Сб. Трудов 8 Всесоюзного совещания по физическим свойствам пород при высоких давлении и температуре, 1990.
- В. С. Замахаев, А. А. Матвиенко, «Изменение пористости и проницаемости в области дилатансии в терригенных коллекторах Западной Сибири»//Сб. Трудов 8 Всесоюзного совещания по физическим свойствам пород при высоких давлении и температуре, 1990.
- В. С. Замахаев, М. А. Колобов, «Эмиссионные явления при механическом разрушении осадочных пород глубокого залегания»// Тезисы докладов Всесоюзного симпозиума по механохимии и механоэмисии твердых тел, 1990.
- В. С. Замахаев, В. С. Телегин, «Импульсно-волновая технология восстановления продуктивности добывающих и приемистости нагнетательных скважин»// «Нефтесервис», совместный проект «Технологии ТЭК» и «OFS Market reporter». — № 4. — 2008 с. 58-59
- В. С. Замахаев, «Физические основы планирования импульсно-волнового воздействия на нефтегазовые пласты»// «Нефтеотдача». — № 5. — 2002. с. 46-50
- В. С. Замахаев, «Переходные процессы в пластах при первичном вскрытии и их влияние на освоение скважин»// «Бурение» специальное приложение к журналу «Нефть и капитал». — № 2. — 2001 с.11-14
- В. С. Замахаев, «Процессы в нефтегазовых пластах, инициируемые динамическим воздействием»// «Управление качеством в нефтегазовом комплексе». — № 1. — 2011 с.56-58
- В. С. Замахаев, О. Б. Калинин, Р. М. Асфин, «Комплексная обработка пластов, базирующаяся на импульсно-волновом воздействии»// Материалы 2-го Международного научного симпозиума 15-16 сентября 2009 г. Москва, ВНИИНефть, 2009.
- В. С. Замахаев, И. Н. Гайворонский, «Стратегия выбора технологии вторичного вскрытия пластов и интенсификации притоков»// Тезисы Международной конференции по геофизическим исследованиям скважин. 8 −11 сентября,1998.
- V. Zamakhaev . , S. Miftakhov, «Prediction of the efficiency of impulse-wave impact application in the well treatments»//73rd European Association of Geoscientists and Engineers Conference and Exhibition 2011 in Vienna — Incorporating SPE EUROPEC, 2011.
- V.Zamakhaev, «Formation Damage due to Mass Transfer in the Layers under a Dynamic Impact»// Journal of Petroleum Science Research (JPSR) № 1 2013
- В. С. Замахаев, «Рациональная методика вскрытия нефтегазовых пластов стреляющими перфораторами»//Автореф. дисс.на соиск. уч.степ.к.т. н. — М.,1987.
- И. Н. Гайворонский, Г. Н. Леоненко, В. С. Замахаев, Коллекторы нефти и газа Западной Сибири. Их вскрытие и опробование. — М.: ЗАО «Геоинформмарк», 2000. — 364 с. ISBN 5-900357-16-3
- В. С. Замахаев, В. Г. Мартынов, Взрывные работы в скважинах. Учебник для вузов. — М.: ООО «Издательский дом Недра», 2010. — 247 с. ISBN 978-5-8365-0366-6
- И. Н. Гайворонский, В. С. Замахаев «Повышение качества заканчивания горизонтальных скважин с использованием взрывных технологий»//Тезисы 3-го Международного семинара «Горизонтальные скважины», 2000

## Примечание
1. ↑  Замахаев В. С. Процессы в нефтегазовых пластах, инициируемые динамическим воздействием // Управление качеством в нефтегазовом комплексе. — 2011. — № 1. — С. 56-58.
2. ↑  Форум информационного ресурса РБК-ТВ (недоступная ссылка)  (недоступная ссылка с 17-05-2013 [4443 дня])
3. ↑  Аннотация статьи на EAGE. Дата обращения: 11 октября 2012. Архивировано из оригинала 10 сентября 2017 года.
4. ↑  И. Н. Гайворонский, Г. Н. Леоненко, В. С. Замахаев, Коллекторы нефти и газа Западной Сибири. Их вскрытие и опробование. — М.: ЗАО «Геоинформмарк», 2000. — 364 с.
5. ↑  В. С. Замахаев, В. Г. Мартынов, Взрывные работы в скважинах. Учебник для вузов. — М.: ООО «Издательский дом Недра», 2010. — 247 с.